# توشیکازو ایریه
توشیکازو ایریه (انگلیسی: Toshikazu Irie؛ زادهٔ ۱۱ نوامبر ۱۹۸۴) بازیکن فوتبال اهل ژاپن است.
از باشگاه‌هایی که در آن بازی کرده‌است می‌توان به باشگاه ورزشی توچیگی اشاره کرد.